# Sebastian Faisst
Sebastian Faisst, né le 7 mars 1988 à Alpirsbach (Bade-Wurtemberg), en Allemagne et mort le 3 mars 2009 à Schaffhouse, en Suisse, était un joueur de handball allemand.
Il a joué pour l'équipe professionnelle TSV Dormagen depuis 2008, et a été membre et capitaine de l'équipe de handball nationale d'Allemagne des moins de 21 ans. Il est mort à Schaffhouse durant une partie contre la Suisse d'un arrêt du cœur,.